# فرانسواز دي كلوسي

## النشأة
ولدت بمدينة مونتريال سنة 12 أكتوبر 1974 م، والدتها من مدينة نابولي ووالدها من أصل بلجيكي، عازفة البيانو فرانسواز دي كلوسي تحصلت على الدبلوم من جامعة مونتريال في تخصص الحفلات الموسيقية تحت إشراف دي ناتالي بيبين، ومن ثم واصلت دراستها في الموسيقي المعاصرة مع لورين فيلانكاونت مؤسسة مجموعة نوفل المعاصرة.

## أعمالها
في سنة 1992 فازت بمسابقة Quebec للموسيقى وبعدها بسنتين فازت بجائزة كندا، عزفت فرانسواز دي كلوسي عزفاً فردياً في مجموعة من المهرجانات العالمية التي من بينها، المهرجان العالمي بمونتريال، المهرجان العالمي دي ينتون، المهرجان دي لافيل بباريس، المهرجان الإيطالي بموناكو، حفلات الفاتيكان بروما ولندن برومينيدس.
عزفت في أكثر القاعات الموسيقية شهرة في العالم، مثل بالاسيو دي بيلاس ارتس في المكسيك، موناكو كونستهاله في موناكو دي بافيريا، مسرح الأوبرا بروما، صالة تشايكوفسكي في معهد الموسيقى بموسكو وأحيت حفلات في فرنسا وإيطاليا وألمانيا وبريطانيا وسويسرا والنمسا وإسبانيا وروسيا وبولندا والبرازيل والمكسيك وغواتي مالا وتونس ومصر وأثيوبيا ونيجيريا.
ومؤخراً أدت ألحان لفيلا لوبوس، وتعاونت مع المغني البرازيلي جيلبيرتو جيل، ومع ماورو ماور أدت مقاطع موسيقية لأعمال مجموعة كبيرة من المؤلفين من أمريكا اللاتينية، مثل بيترسون وبروبيك وبيرشان وكوبلاند.
فرانسواز دي كلوسي هي من الناشطات في مجال الراديو والتلفزيون وكانت مساعدة في جامعة مونتريال وفي معهد المسيقى بروما وب«موسيكا ريفا» بريفا ديل قاردا، حيث تُعتبر من ألمع العازفين لموسيقى فترة ال900 ، وفي سنة 2006 مُنحت الجائزة العالمية «بيانو أنجيليكو» وبعد مرور سنتين مُنحت جائزة أودر للمسيرة الفنية.

## وصلات
- (بالإنجليزية) Youth Orchestra of the Americas
- (بالإنجليزية) "Italian Cultural Institute"